# Кутлуг I Бильге Пэйло
Кутлуг I Бильге Пэйло (Тюркские руны𐰴𐰆𐱅𐰜𐰀𐰉𐰴𐰀𐰏𐰣𐰴𐰍𐰀𐰣 , тронное имя кит. упр. 骨咄禄毗伽阙可汗, пиньинь gudulupigaquekehan, палл. Гудулупигацюэкэхань, личное имя кит. упр. 骨力裴罗, пиньинь gulupeiluo, палл. Гули Пэйло) — основатель и первый каган уйгурского каганата с 744 года по 747 год. Участвовал в разгроме Восточно-Тюркского каганата.

## Правление
Придя к власти в 744 году, Пэйло перенёс ставку в Хара-Балгас на Орхоне. Держава состояла из токуз-огузов (уйгур), то есть девяти родов (藥羅葛 — Яологэ или Яглакар, каганский род, 胡咄葛 — Худугэ или Утуркар, 啒羅勿- Хулоу или Турламвюр (кюрламвюр), 貊歌息訖 — Могесичи или Бокасыкыр (боксыкыт), 阿勿嘀 — Ауди или Авучаг, 葛薩 — Гэса или Карсар (касар), 斛嗢素 — Хувасу или Хогорсув, 藥勿葛 — Яугэ или Ягамвюркар (ябтукар, ябтюкар), 奚牙勿 — Сияу или Хиеймвюр (аявир)). Шесть телеских родов были приравнены в правах к уйгурам (бугу, хунь, байырку, тонгра, сыге и киби). Одиннадцать покорённых родов басмалов и карлуков составляли авангард уйгурской армии.
Во внешней политике Пэйло был сторонником союза с Тан против тюрок. В 745 уйгуры разгромили последнего тюркского кагана Баймэй-хан Кулун-бека и Пэйло приказал отправить его голову в Чанъань, за это император щедро отблагодарил его. Следующие два года уйгурская держава непрерывно расширялась, хотя и не достигла размеров Тюркского каганата.
В 747 Пэйло умер и его сын Моян-чур стал каганом.